# Eugénie Grandet (film, 1994)
Eugénie Grandet, 1994-es színes francia film, melyet Jean-Daniel Verhaeghe rendezett, Honoré de Balzac 1833-ban megjelent, azonos című regénye alapján. A főszerepet Alexandra London, Jean Carmet, Dominique Labourier és Claude Jade játszotta.

## Szereposztás
| Szerep                 | Színész             | Magyar hangja (1. szinkron, 1999) |
| ---------------------- | ------------------- | --------------------------------- |
| Eugénie Grandet        | Alexandra London    | Tóth Ildikó                       |
| Monsieur Félix Grandet | Jean Carmet         | Dobránszky Zoltán                 |
| Grandet anyja          | Dominique Labourier | Bessenyei Emma                    |
| Charles Grandet        | Jean-Claude Adelin  | Selmeczi Roland                   |
| Lucienne des Grassins  | Claude Jade         | Menszátor Magdolna                |
| Monsieur des Grassins  | Pierre Vernier      | Szokolay Ottó                     |
| Nanon                  | Rose Thierry        | Győri Ilona                       |
| Cruchot mester         | Sacha Briquet       | Konrád Antal                      |
| Cruchot abbé           | Bernard Haller      | Kassai Károly                     |
| Cruchot de Bonfons     | Pascal Elso         | Halmágyi Sándor                   |
| Adolphe des Grassins   | Olivier Delor       | ?                                 |